# Andantino (association)
Pour les articles homonymes, voir Andantino (homonymie).
Pour le rythme musical Andantino, voir Tempo.

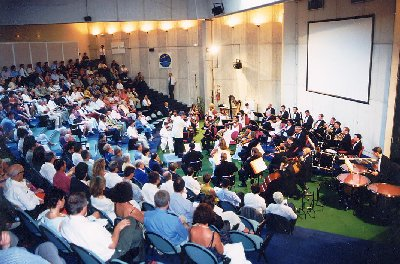
Concert inaugural de l'association Andantino dans l'auditorium du Space Camp.

Andantino est un club d’entreprises pratiquant le mécénat, autour de l'Orchestre national de Cannes, et de son chef Philippe Bender (lors de la création de l'association), puis Wolfgang Doerner à partir de 2014, et Benjamin Levy à partir de 2017.

## Historique
L'association est créée le 24 mars 2000, dans le Centre spatial de Cannes - Mandelieu, à l'initiative de Catherine Morschel, directrice administrative de l'Orchestre et deux ingénieurs mélomanes de l'entreprise Alcatel Space : Thierry Deloye et Guy Lebègue et de quatre entreprises fondatrices : Alcatel Space, Eurocopter, les Centres Leclerc, et LSO International.
Le nom choisi, qui est celui d'un terme musical, est l'acronyme de AssociatioN Des pArteNaires de l'OrchesTre RégIonal CaNnes Provence Alpes CÔte d'Azur. 
L'objet de l'association est de réunir les entreprises des secteurs privé et public qui souhaitent soutenir les activités de l'Orchestre et aider à son rayonnement national et international notamment à travers des actions de communication, de tournées internationales et des enregistrements discographiques.
En 2011, l'association est reconnue d'intérêt général lui permettant de délivrer des reçus fiscaux, attirant plus d'entreprises vers le mécénat, mais également des particuliers.

### Présidents successifs
- 2000 : à la création de l'association, Jean Zieger, directeur de l'établissement de Cannes
- 2003 : Jean-Pierre Henry, également directeur de l'établissement de Cannes
- 2009 : Lenny Spangberg, Lenny Spangberg Consulting[6].

## Actions au profit de l'Orchestre
L'association œuvre au profit de l'Orchestre de diverses manières :
- organisation, dans des endroits privilégiés, comme des musées, de soirées découvertes autour des musiciens de l'orchestre, réservées aux entreprises mécènes et à destination exclusivement au profit de leurs invités professionnels ou privés,
- organisation de déplacements de l'orchestre dans les entreprises avec rencontres avec les musiciens,
- financement de productions audiovisuelles, tels que des disques
- financement des tournées de l'orchestre à l'étranger, auxquelles sont invités à les accompagner les membres de l'association.

## Partenariats
L'association engage plusieurs partenariats :
- avec les Victoires de la musique classique, lorsque la soirée est organisée à Cannes[8].
- avec les soirées de musique classique du MIDEM[9], dont l'’Opéra Night" du Midem 2008, une soirée de prestige pendant laquelle la soprano Takesha Meshe Kizart chanta Verdi et Wagner[10].
- depuis 2005, avec l'émission d'Ève Ruggiéri, Musiques au cœur, se produisant en été à Antibes[11],[12].
- Michaël Cousteau dirige la suite de l'Oiseau de Feu

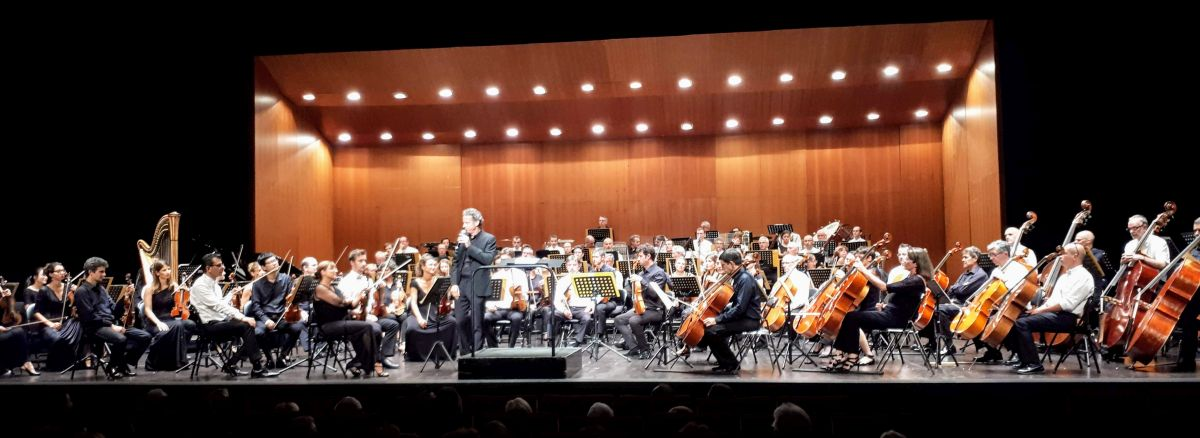
Michaël Cousteau dirige la suite de l'Oiseau de Feu

Le 8 septembre 2018, avec Enedis  un événement pour fêter les 20 ans de son orchestre d'entreprise, dont les musiciens sont des membres du personnel en se mélangeant avec l'orchestre de Cannes, interprétant, sous la baguette de l'un des directeurs, Benjamin Levy et Michaël Cousteau : la suite de L'Oiseau de feu d'Igor Stravinsky, leur valant une très longue ovation debout.

## Concerts salariés
Andantino offre chaque année aux salariés des entreprises adhérentes des concerts gratuits et des réductions permanentes.
Le partenariat Entreprise-Musique développé par Andantino permet aux entreprises de réaliser, à l'occasion des concerts de l'Orchestre, des opérations de communication interne et externe. C'est la contrepartie de l'orchestre en produisant deux concerts par an, et chaque fois à Cannes et dans la région marseillaise.
L'Orchestre et son chef s'efforcent de diversifier les œuvres, pour faire découvrir à ces nouveaux mélomanes toutes les palettes de la musique classique, y compris l'opéra.
Le 17 octobre 2013, c'est pour un tel concert salariés que le nouveau directeur musical de l'Orchestre, Wolfgang Doerner, donne sa première prestation, dans l'église de Bon Voyage à Cannes.

## Soirées musicales prospects
L'association organise chaque année des soirées musicales permettant de prospecter de nouvelles entreprises adhérant à cette mission de mécénat dans les deux régions Provence et Côte d'Azur.

### Soirées découvertes
Baptisées ainsi en 2015; les soirées découvertes sont organisées généralement dans des hauts lieux culturels permettant d'associer découverte de musées et moments musicaux, tels que :
- le théâtre municipal Armand de Salon-de-Provence, le 28 avril 2010 ;
- le Château de Villeneuve-Loubet, le 1er juin 2010 ;
- le Palais des Arts à Marseille, le 3 juin 2010 ;
- la Fondation Maeght à Saint-Paul-de-Vence, le 28 septembre 2010 agrémentée d'une visite de l'exposition Diego Giacometti[16].
- la Fondation Vasarely, à Aix-en-Provence, le 19 septembre 2011.
- le musée de la Castre, à Cannes, le 27 mars 2012[17]
- le musée des Arts asiatiques de Nice, le 10 mai 2012[18]
- le Palais sarde à Nice, le 5 juin 2014, une occasion de fêter les 15 ans de l'association.
- la Villa Rothschild de Cannes - devenue médiathèque -, le 12 mai 2015[19].
- le club des dirigeants d’entreprise de Nice Arenas, le 28 septembre 2017[20],

### Duos de chefs
En 2014, un autre type de soirée est créé : le Duo de chefs, alliant l’orchestre au complet sous la direction de son chef et un restaurant dont le chef prépare un buffet à thème.
La version 2017, organisée au restaurant de l'hôtel Majestic Barrière de Cannes, sous la direction de son chef Maryan Gandon ayant préparé un buffet provençal, permet d'écouter l'orchestre sous la direction de son nouveau chef Benjamin Levy interprétant l'Arlésienne de Georges Bizet, dans une version originale pour illustrer la pièce d'Alphonse Daudet tirée des fameuses Lettres de mon moulin, avec comme récitant Bernard Pisani.

## Chœur Andantino

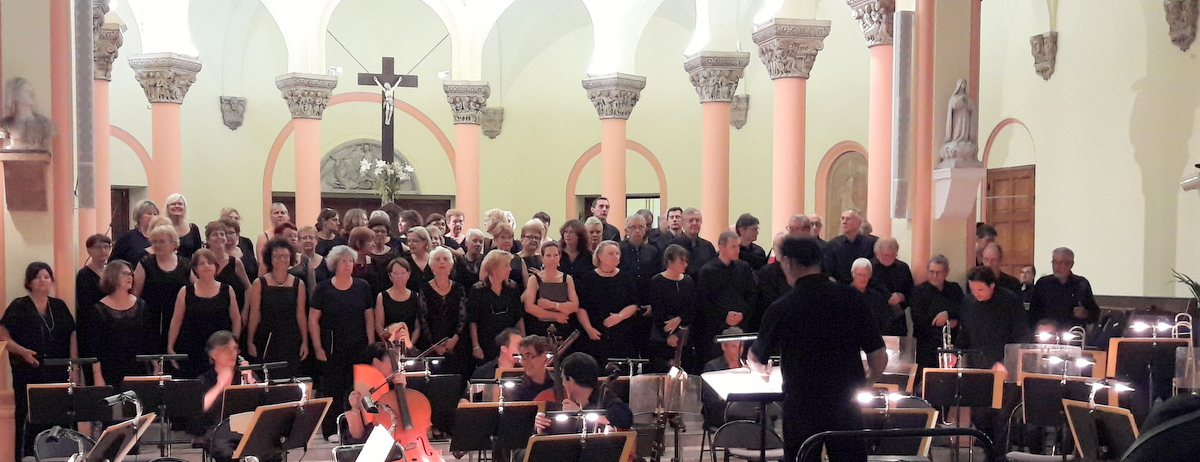
L'orchestre régional de Cannes, sous la direction de son chef Benjamin Levy, interprète le Requiem de Mozart avec les chœurs Andantino et Helichorus dans la basilique Notre-Dame des Pins à Cannes, le 16 juin 2017

En mars 2005, le Chœur Andantino est créé, une chorale dont les chanteurs sont des membres du personnel des entreprises partenaires et de membres extérieurs payant une cotisation annuelle
Des concerts sont donnés à Cannes et dans la région marseillaise, l'association y ayant des membres. Les œuvres principales présentées sont :
- La Messe du Couronnement de Wolfgang Amadeus Mozart, interprétée le 16 mars 2006[24], au théâtre Noga Croisette de Cannes, et le 17 mars à l'abbaye Saint-Victor de Marseille,
- Le Songe d'une nuit d'été de Felix Mendelssohn, interprété au théâtre Croisette de Cannes, le 17 novembre 2006[25], suivi de la même prestation au théâtre Molière de Marignane, le 21 novembre,
- le Gloria d'Antonio Vivaldi, donné les 29 avril 2008 à l'abbaye Saint-Victor de Marseille et le lendemain en l'église Notre-Dame du Bon voyage de Cannes[26],
- L'Oratorio de Noël de Camille Saint-Saëns et Galia de Charles Gounod, donnés le 27 mars 2009 en l'église Notre-Dame du Bon voyage de Cannes[27], puis le 30 mars la basilique du Sacré-Cœur de Marseille,
- le Te Deum pour l’impératrice Marie-Thérèse pour chœur, orgue et orchestre de Joseph Haydn le 17 juin 2010 en l'abbaye Saint-Victor de Marseille et le 18 juin en l'église Notre-Dame-d'Espérance de Cannes au Suquet à Cannes[28],
- le Requiem de Mozart, donnés le 8 juin 2011 en l'église Notre-Dame du Bon Voyage de Cannes[29], et le lendemain en la cathédrale Saint-Sauveur d'Aix-en-Provence,
- les Vesperae solennes de confessore de Mozart, donnés le 11 juin 2013 dans la basilique Notre Dame des Pins de Cannes[30] et le lendemain à Aix-en-Provence,
- le Requiem de Mozart, donné le 16 juin 2017 en la basilique Notre-Dame des Pins à Cannes accompagné de l'orchestre régional de Cannes sous la direction de son nouveau chef Benjamin Levy et l'appui du Chœur Helichorus.

## Répétitions commentées
Avec le concours de Philippe Bender, Andantino organise régulièrement au profit de ses membres, des répétitions commentées de l'orchestre, dans la salle des Arlucs à Cannes, dédiée à l'orchestrepour favoriser le rapprochement entre les mondes de l'entreprise et celui de la musique et pour leurs personnels de mieux comprendre le travail du chef d'orchestre et de ses musiciens

## 10 ans
En 2010, Andantino fête ses dix années d'existence. Pour ce faire, elle coorganise avec les Rencontres Cinématographiques de Cannes (RCC), le 8 décembre 2010, une soirée mêlant cinéma et musique autour du film muet La Passion de Jeanne d'Arc de Carl Theodor Dreyer réalisé en 1927, appuyé par l'orchestre régional de Cannes-Provence-Alpes-Côte d’Azur, dirigé par Philippe Bender, interprétant la musique de Jo van den Booren composée spécialement pour ce film,,.
Une autre manifestation est organisée le 9 mars 2011, dans l'auditorium du Space Camp Patrick Baudry, qui vit le premier concert organisé par l'association lors de sa création en 1999, et pour célébrer la fin d'utilisation de cet auditorium, dont Thales Alenia Space doit se séparer,.

## 15 ans
Le 5 juin 2014, l'association fête ses quinze années d’existence au Palais sarde de Nice, à l'invitation de son locataire, le préfet Adolphe Colrat,,.
Au programme de la soirée, l'Orchestre régional de Cannes-Provence-Alpes-Côte d'Azur au complet, dirigé par son nouveau directeur musical, Wolfgang Doerner, interprète quelques extraits de Wolfgang Amadeus Mozart :
- Symphonie nº 1 ,
- Der Vogelfänger bin ich ja, air de Papageno, extrait de La Flûte enchantée,
- Rivolgete a lui lo sguardo, air de Guglielmo, extrait de Così fan tutte,
- Sérénade no 13 en sol majeur « Eine kleine Nachtmusik », K. 525 (Une petite musique de nuit).

## Concert à la Philharmonie de Paris
Le 20 février 2016, dans le cadre des opérations de mécénat au profit de l'Orchestre, l'association, avec le concours du chef Wolfgang Doerner organise, à la nouvelle Philharmonie de Paris, une réunion amicale des orchestres Padeloup et ORCPACA, interprétant :
- les Danses populaires roumaines  de Béla Bartók,
- des airs de Porgy and Bess de George Gershwin accompagnés du trio Tortiller,
- Colores de la Cruz del Sur (Intihuatana) de Esteban Benzecry,
- Le Sacre du printemps d'Igor Stravinsky.

## Création
Andantino est à l'origine d'une création mondiale pour une œuvre du compositeur Pascal Renou : le Concerto pour cor anglais et orchestre. C'est lors d'un concert donné à Cannes, le 20 janvier 2017, pour les salariés des entreprises membres de l'association, que cette œuvre est jouée pour la première fois avec en soliste du cor anglais la propre fille du compositeur, Bérangère Benou, « se mariant harmonieusement avec le marimba mais aussi avec les cordes et la petite harmonie pour définir de subtiles couleurs ».

## Discographie
L'association Andantino, dans ses objectifs de mécénat au profit de l'Orchestre, produit des disques :
- Clara Schumann : Concerto en la mineur pour piano et orchestre ; Robert Schumann : Concerto en la mineur pour piano et orchestre - Brigitte Engerer (piano), Philippe Bender (dir.)
- Musique française : Claude Debussy : Petite Suite ; Albert Roussel : Le Festin de l'araignée ; André Jolivet : Les Amants magnifiques ; Jacques Ibert : Divertimento ; Darius Milhaud : Le Bœuf sur le toit - Philippe Bender (dir.)
- Mozart on the Beach : Paul Badura-Skoda (piano), Orchestre symphonique de Cannes, Wolfgang Doerner (dir.),  2015[46]